# Niżnie Gerlachowskie Wrótka
Niżnie Gerlachowskie Wrótka, także Niżnie Gierlachowskie Wrótka (słow. Štrbina za Kotlovým štítom) – przełączka znajdująca się w masywie Gerlacha w słowackiej części Tatr Wysokich. Oddziela ona Pośredni Gerlach (dokładnie mało wybitną Gerlachowską Czubę) od wierzchołka Małego Gerlacha. Północno-wschodnie stoki opadają do Żlebu Karczmarza w Dolinie Wielickiej, południowo-zachodnie do Batyżowieckiego Żlebu. 
Podobnie jak na okoliczne obiekty, i na nią nie prowadzą żadne znakowane szlaki turystyczne. Jest dostępna jedynie dla taterników.
Polska nazwa Niżnich Gerlachowskich Wrótek pochodzi od Gerlacha i położenia najniżej z trzech Gerlachowskich Wrótek. Nazwa słowacka wywodzi się natomiast od sąsiedniego Małego Gerlacha (Kotlový štít).
Pierwsze wejścia na siodło Niżnich Gerlachowskich Wrótek nie są udokumentowane, zapewne miały miejsce podczas pierwszych wejść na Gerlach.

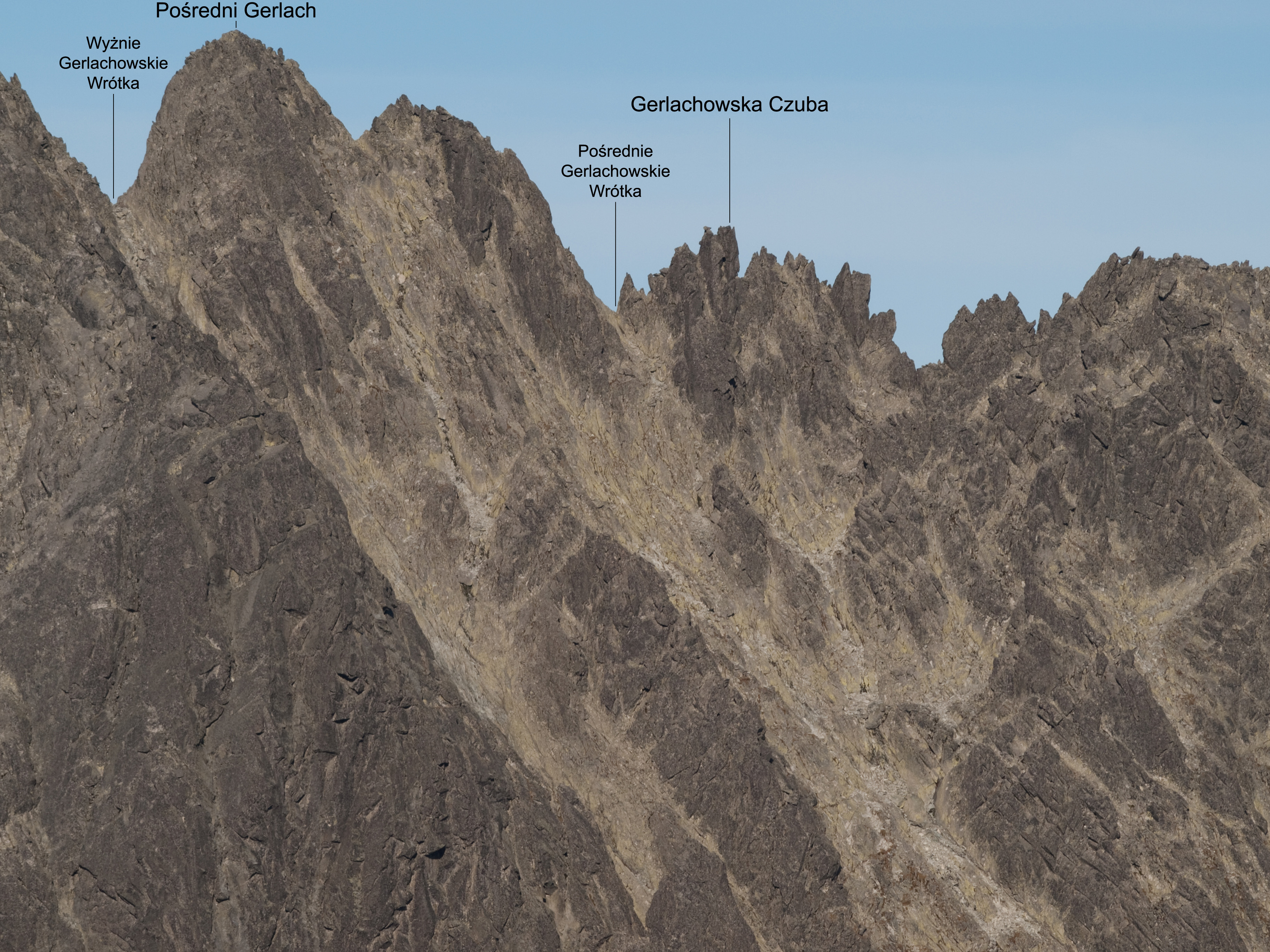
Widok z Doliny Batyżowieckiej
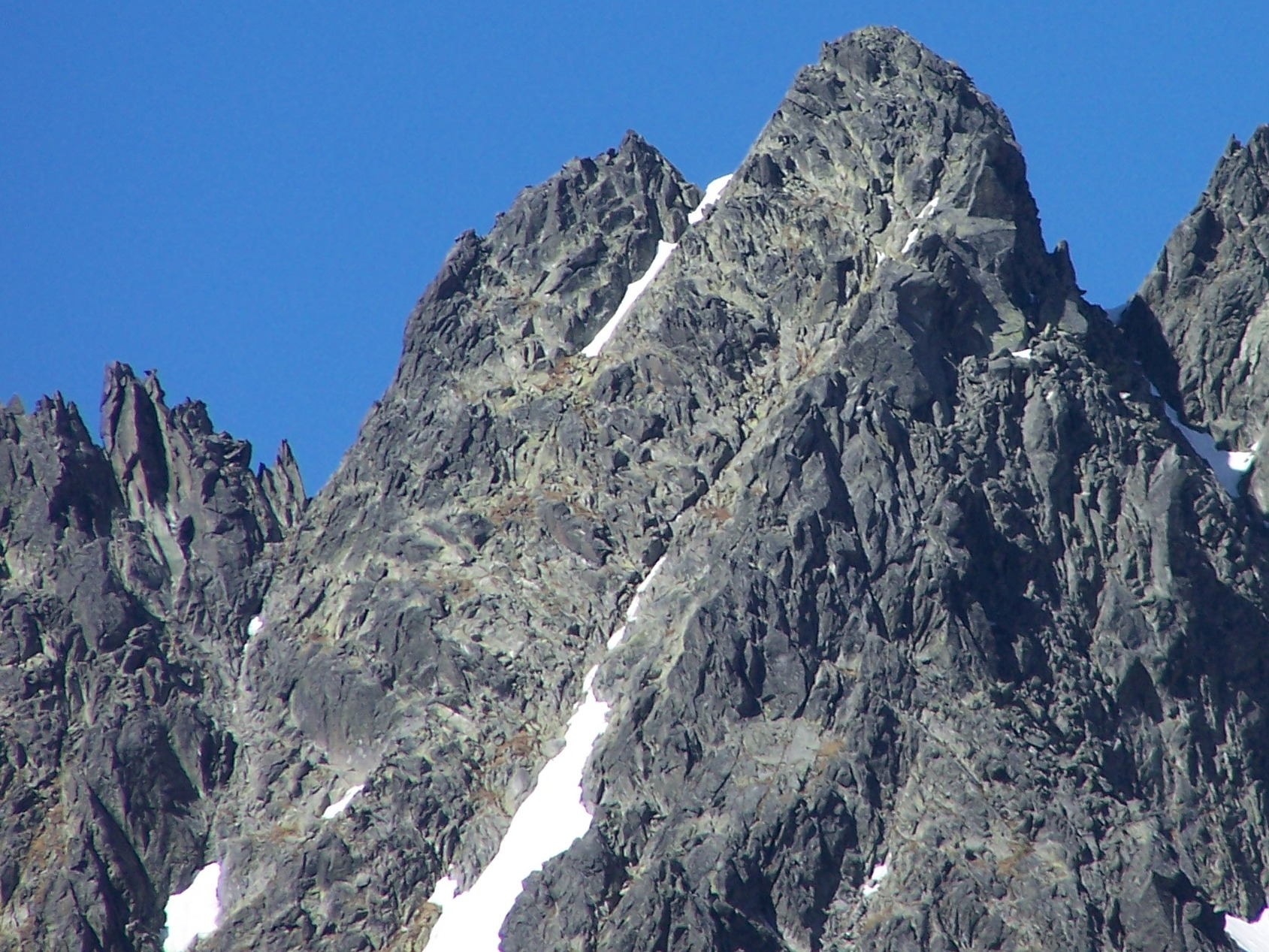
Widok ze Staroleśnego Szczytu